# 松栄高等学校
松栄高等学校（しょうえいこうとうがっこう）は、福島県南相馬市に所在した私立高等学校。運営法人は学校法人松韻学園。福島市に所在する松韻学園福島高等学校は運営法人を同じくする兄弟校。

## 概要
福島県の相双エリアにある唯一の私立全日制高校であった。

## 設置学科
全日制課程
- 普通科
- 総合学科
- 電気科
- 機械科

## 沿革
- 1956年 - 福島県知事より学校設置認可。
- 1957年 - 原町工業高等学校開校、電気科、建設科設置（理事長兼学校長：山森栄三郎）。
- 1958年 - 機械科設置。
- 1981年 - 建築科（旧建設科）生徒募集停止。
- 1996年 - 松栄高等学校に学校名変更、総合学科を設置。
- 2002年 - 普通科設置認可。
- 2014年3月 - 廃校。

## 交通
- JR常磐線 原ノ町駅下車。

## 福島第一原子力発電所事故の影響
松栄高等学校は2011年3月11日に発生した福島第一原子力発電所事故により指定された緊急時避難準備区域内にある。そのため、福島市にある兄弟校の学法福島高校へ生徒40名を編入させてそれ以外の生徒は県外の高校か県内の公立高校へ転校し、在校生がいなくなったため休校となり2012年度の募集を行わないこととなった。
その後、原発事故の影響で生徒の確保が難しくなったとして運営法人の松韻学園が同校の廃校を福島県に申請し、県もこれを認可した。なお、運営法人である松韻学園側は廃校などに伴う損害賠償を東京電力に請求する方針であることを明らかにしている。